# Llaguno (apellido)

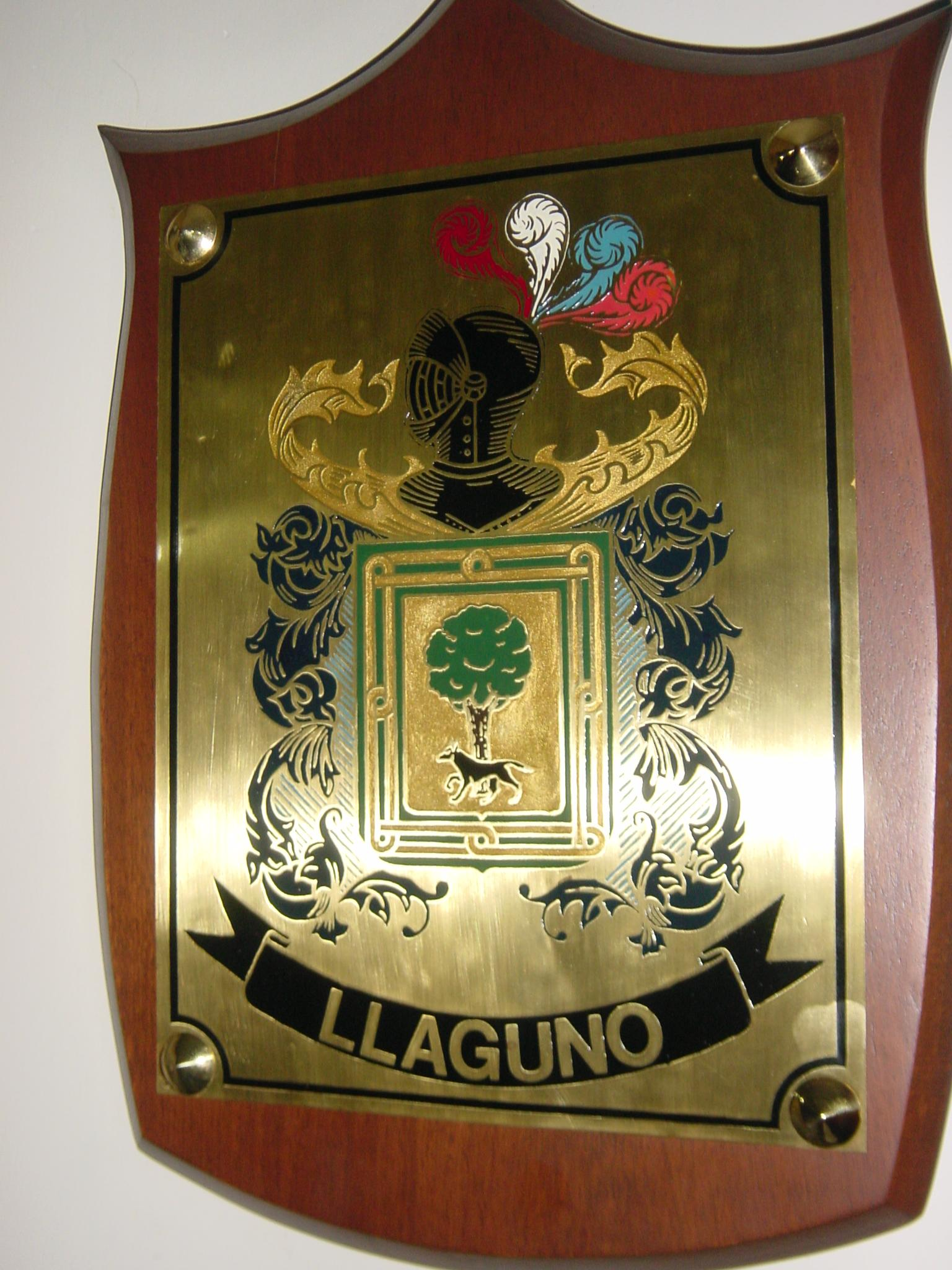
Escudo heráldico del apellido Llaguno.

El noble linaje del apellido Llaguno tuvo tres casas solares en las Vascongadas: una en el lugar de Menagaray (Álava), y otras dos en el valle de Trucios y en el de Arcentales, del partido judicial de Valmaseda, en Vizcaya.
A la casa de Menagaray perteneció José Llaguno, que contrajo matrimonio con Casilda de Arana y fueron padres de Francisco Antonio Llaguno y Arana, que a su vez se casó con Inés Fernández de Jáuregui. De ese enlace nació Juan Andrés Llaguno y Fernández de Jáuregui, que celebró su enlace con Francisca de Amírola y Ugalde, natural de Respaldiza, también en Alava, de los que fue hijo Eugenio de Llaguno y Amírola, oficial de la Secretaría de Cámara y Estado de Castilla, caballero de la Orden de Santiago, en la que ingresó el 12 de junio de 1758, y de la Orden de Carlos III, con fecha 12 de octubre de 1795; hermano suyo fue Pedro Llaguno y Amírola, caballero de la misma Orden de Carlos III, ingresado el 26 de marzo de 1777.

## Origen del apellido Llaguno
De la casa del valle de Arcentales procedió Fernando Llaguno Collado, esposo de María de Cobrado y ambos padres de Simón Llaguno y Cobrado y abuelos de Fernando Llaguno y Cópez de Rebollar, quien a su vez fue el padre de Antonio Llaguno y del Castillo, natural del valle de Arcentales, y caballero de la Orden de Carlos III, ingresado el 8 de febrero de 1840.
En la obra Diccionario Onomástico y Heráldico Vasco, de Jaime de Querexeta, el vocablo “Llaguno” es derivado de “Laguno” y este a su vez de “Layuno”, que en el idioma euskérico es “Laiuno” y está compuesto de los elementos “ia” que significa “pasto” y los sufijos lacativos “-un” y “-o” (sitio de), con “L” protética, lo que quiere decir que el primer portador del apellido Llaguno era alguien que tenía su residencia cerca de unos pastizales.
Este linaje es oriundo de las provincias vascongadas en donde radicaron tres casas. Una en el lugar de Menagarai, Álava y otras en los valles de Trucios y Arcentales, Vizcaya. A la Casa de Menagaray pertenecieron los hermanos Eugenio Llaguno y Amírola, natural de Menagaray, Oficial de la Secretaría de Cámara y Estado de Castilla, Caballero de la Orden de Santiago, en la que ingresó el 12 de junio de 1758, y de la de Carlos III, con fecha 12 de octubre de 1795; y Pedro de Llaguno y Amírola, natural de Menagaray, caballero de la Orden de Carlos III desde el 26 de marzo de 1777. De la Casa del valle de Arcentales procedió Antonio de Llaguno y del castillo, natural del valle de Arcentales, caballero de Carlos III, en la que ingresó el 8 de febrero de 1840.La rama que pasó a América con línea en Venezuela y Ecuador, provenía del valle de Trucios, Vizcaya. Traen por armas: Escudo de oro, con un árbol de sinople, con un lobo pasante al pie del tronco, y una cadena del mismo color puesta en situación de orla.
I.-DON ANTONIO DE LLAGUNO Y DE LOS TUERO Y su legítima mujer Doña Francisca de Larrea y Calera , nobles hijosdalgos, naturales del valle de Trucios, en las Encartaciones del señorío de Vizcaya, donde vivían hacia 1721, tuvieron varios hijos, entre ellos, a: 1.-Don Pablo, que sigue la línea en el II; y 2.-Don Felipe de Llaguno y Larrea, nacido en Trucios, se estableció muy joven en Caracas, Venezuela; allí formó fortuna y fue uno de los vecinos más distinguidos de esa ciudad, desempeñando el honorífico cargo de Síndico Apostólico del Convento de San Francisco. Falleció en esa ciudad a la edad de 47 años, el 31 de octubre de 1788. Casó con Doña Bernarda de Garay.